# غوران غونارسون
غوران غونارسون (بالسويدية: Göran Gunnarsson)‏ هو شخصية أعمال سويدي، ولد في 8 مارس 1950 في السويد.